# Kurt Busch (Physiker)
Kurt Busch (* 12. Januar 1967 in Karlsruhe) ist ein deutscher Physiker und Hochschullehrer.

## Leben
Kurt Busch absolvierte von 1987 bis 1993 ein Physik-Studium an der Universität Karlsruhe, das er mit einer Diplomarbeit zum Thema „Photogalvanic Effect: Shift Currents“ bei Ralph von Baltz abschloss. In seiner Promotion von 1993 bis 1996 an der Universität Karlsruhe und der Iowa State University beschäftigte er sich mit „Transport Properties of Classical Waves in Random Media“ unter der Betreuung durch Peter Wölfle und Costas Soukoulis. Nach einigen Graduiertenförderprogrammen wurde er von 2004 bis 2005 als Associate Professor an die University of Central Florida berufen. Danach arbeitete er bis 2011 als Professor für Theoretische Optik am Karlsruher Institut für Technologie, seit 2011 an der Humboldt-Universität zu Berlin und am Max-Born-Institut für Nichtlineare Optik und Kurzzeitspektroskopie. Seine Forschung umfasst theoretische Optik und Photonik von periodischen photonischen Nanostrukturen, Plasmonik und Quanten-Photonik bis hin zu fluktuations-induzierten Phänomenen. Busch beteiligte sich auch an der Diskussion um den Karlsruher Physikkurs.

## Auszeichnungen
- 1993–1994: DAAD Fellowship
- 1994–1996: Landesgraduiertenförderung Baden-Württemberg
- 1997–1999: DFG Postdoctoral Fellowship
- 2000–2003: Emmy Noether-Fellowship
- 2006: Carl-Zeiss-Forschungspreis, zusammen mit Martin Wegener[3]
- 2012: Fellow der Optical Society of America[4]

## Schriften (Auswahl)
- Direct Observation of Non-Markovian Radiation Dynamics in 3D Bulk Photonic Crystals, Hoeppe, U et al. – Physical Review Letters 108, 043603 (2012)
- Discontinuous Galerkin methods in nanophotonics, Busch, K, König, M, and Niegemann, J – Laser & Photonics Reviews 5, 773 (2011)
- Spatio-spectral characterization of photonic meta-atoms with electron energy-loss spectroscopy, von Cube, F et al. – Optical Materials Express 1, 1009 (2011)
- The photonic Wannier function approach to photonic crystal simulations: status and perspectives, Busch, K et al. – Journal of Modern Optics 58, 365 (2011)
- Few-Photon Transport in Low-Dimensional Systems: Interaction-Induced Radiation Trapping, Longo, P, Schmitteckert, P, and Busch, K – Physical Review Letters 104, 023602 (2010)
- Thermal emission from finite photonic crystals, Schuler, CJ et al. – Applied Physics Letters 95, 241103 (2009)
- Absolute extinction cross-section of individual magnetic split-ring resonators, Husnik, M et al. – Nature Photonics 2, 614 (2008)
- Periodic nanostructures for photonics, Busch, K et al. – Physics Reports 444, 101 (2007)

## Bücher
- Wolfram Pernice, Kurt Busch (2019): Nano-optomechanics: Principles and Applications, De Gruyter
- Kurt Busch, Stefan Lölkes (2004): Photonic Crystals: Advances in Design, Fabrication, and Characterization, Wiley-VCH